# Navolato (Sinaloa)
Navolato (Sinaloa) é um município do estado de Sinaloa, no México.